# بخش گرهوا
بخش گرهوا (به انگلیسی: Garhwa district) یک منطقهٔ مسکونی در هند است که در Palamu division واقع شده‌است. بخش گرهوا ۴٬۰۴۴ کیلومتر مربع مساحت و ۱٬۳۲۲٬۷۸۴ نفر جمعیت دارد.